# Lago Reñihué
El lago Reñihué o lago Superior es un cuerpo de agua superficial ubicado en la Región de Los Lagos. 

## Descripción
El lago es el mayor de la cuenca del río Reñihué y tiene una forma triangular con un área de cerca de 17 km². En su vértice norte desemboca el río Torrentes que nace de una pequeña laguna cercana al portezuelo Navarro. Su vértice este recoge las aguas de la divisoria internacional de aguas. Por el oeste recibe aguas del río Piedras.
El lago Inferior, que recibe las aguas del Reñihué, tiene una longitud N-S de 5,5 km y un ancho de 1 km promedio y su área es de 5 km² que están rodeados de altas montañas cubiertas algunas de ellas por glaciares.

## Historia
Luis Risopatrón lo describe en su Diccionario jeográfico de Chile (1924):: 762 
Reñihue Superior (Lago). Es de mediana estensión, esta rodeado de escarpadas peendientes peñascosas i se encuentra a 230 m de altitud, en la parte superior del cajón del mismo nombre, al pie del cordón limitáneo con la Arjentina; recibe varios tributarios, de los que el principal es el que desemboca en una playa de la ensenada SE.